# Paul Castellano
Constantino Paul "Big Paul" Castellano (n. 26 iunie 1915 – d. 16 decembrie 1985), cunoscut și ca "Howard Hughes al Mafiei" și "Big Pauly", a fost un șef Mafiot în New York City. A fost succesorul lui Carlo Gambino în funcția de cap al familiei mafiote Gambino, pe atunci una dintre cele mai mari familii mafiote din New York. La începutul lui 1985 a fost arestat iar în luna decembrie a aceluiași an, eliberat pe cauțiune, Castellano și bodyguard-ul său au fost împușcați mortal în față la Sparks Steak House, Manhattan la ordinele lui John Gotti. 
1. 1 2  Paul Castellano, Find a Grave, accesat în 9 octombrie 2017
2. ↑   https://www.upi.com/Archives/1985/12/20/Mourners-of-godfather-Paul-Big-Paul-Castellano-slipped-off/3261503902800/ Lipsește sau este vid: |title= (ajutor)